# Tionouna
Tionouna är en ort i Burkina Faso.   Den ligger i regionen Cascades, i den sydvästra delen av landet, 400 km sydväst om huvudstaden Ouagadougou. Tionouna ligger 284 meter över havet och antalet invånare är 719.
Terrängen runt Tionouna är platt. Närmaste större samhälle är Banfora, 14,1 km norr om Tionouna.
Omgivningarna runt Tionouna är en mosaik av jordbruksmark och naturlig växtlighet. Runt Tionouna är det ganska tätbefolkat, med 78 invånare per kvadratkilometer.